# Haplolabida cinnamomozona
Haplolabida cinnamomozona är en fjärilsart som beskrevs av Louis Beethoven Prout 1935. Haplolabida cinnamomozona ingår i släktet Haplolabida och familjen mätare. Inga underarter finns listade i Catalogue of Life.